# Włodzimierz Hausner
Włodzimierz Kazimierz Hausner (ur. 14 stycznia 1936 w Bydgoszczy) – polski działacz partyjny i gospodarczy, menedżer, nauczyciel, podsekretarz stanu w Urzędzie Gospodarki Materiałowej (1982–1985) i Ministerstwie Rynku Wewnętrznego (1988–1990).

## Życiorys
Syn Emila i Janiny. Absolwent ekonomiki przemysłu na Akademii Nauk Społecznych przy KC PZPR. Uzyskał uprawnienia syndyka, likwidatora i zarządcy komisarycznego, nauczyciela szkolnictwa zawodowego oraz ukończył kurs uprawniający do zasiadania w radach nadzorczych spółek Skarbu Państwa. Odbył szkolenia z zakresu zarządzania w Londynie, audytu organizowane przez Giełdę Papierów Wartościowych i Akademię Leona Koźmińskiego oraz społecznej odpowiedzialności przedsiębiorstw. Pracował jako dyrektor naczelny Fabryki Armatur Głuchołazy (1966–1974) i dyrektor ds. eksportu kompletnych obiektów w Zjednoczeniu Przemysłu Budowy Aparatury Chemicznej „Chemak” w Warszawie (1974–1976).
Działał w Związku Młodzieży Polskiej (1949–1956) i Związku Młodzieży Socjalistycznej (II sekretarz Komitetu Wojewódzkiego ZMS w Bydgoszczy w latach 1962–1964). W 1955 wstąpił do Polskiej Zjednoczonej Partii Robotniczej. W drugiej połowie lat 50. pełnił funkcje I sekretarza Międzyszkolnej Podstawowej Organizacji Partyjnej PZPR w Radziejowie Kujawskim, II sekretarza Komitetu Uczelnianego PZPR w Wyższej Szkoły Pedagogicznej w Krakowie oraz sekretarza Międzyszkolnej POP PZPR w Strzelnie. Od 1975 starszy instruktor, a od 1976 starszy inspektor Wydziału Ekonomicznego Komitetu Centralnego PZPR.
W latach 1980–1981 był ekspertem w Biurze Pełnomocnika Rządu ds. Reformy Gospodarczej. Od lipca 1982 do listopada 1985 podsekretarz stanu w Urzędzie Gospodarki Materiałowej, a od grudnia 1988 do marca 1990 w Ministerstwie Rynku Wewnętrznego (równocześnie szef Głównego Zarządu Rezerw Państwowych). Pełnił funkcje zastępcy kierownika Wydziału Ekonomicznego (1985–1987) i Wydziału Polityki Społeczno-Ekonomicznej (1987–1990) w ramach KC PZPR.
Po 1989 zajął się działalnością biznesową jako prezes zarządu oraz członek rad nadzorczych spółek prawa handlowego i organizacji społecznych (m.in. członek rady nadzorczej Powszechnego Banku Gospodarczego i pełnomocnik ds. działalności gospodarczej Polskiego Związku Głuchych). Członek komitetów monitorujących unijne programy operacyjne. W latach 1983–2005 wiceprezes i sekretarz generalny Towarzystwa Naukowego Organizacji i Kierownictwa. W ramach Federacji Stowarzyszeń Naukowo-Technicznych NOT był zastępcą sekretarza generalnego (1999–2011), dyrektorem Centrum Innowacji i doradcą zarządu. Kierował również Platformą Innowacji i Wdrożeń Krajowej Izby Gospodarczej oraz był w niej wicedyrektorem Komitetu Prywatyzacji.

## Odznaczenia
Odznaczony m.in. Krzyżem Komandorskim Orderu Odrodzenia Polski (2005) za wybitne zasługi w działalności na rzecz rozwoju gospodarczego kraju.